# Vermillion (Kansas)
Vermillion és una població dels Estats Units a l'estat de Kansas. Segons el cens del 2000 tenia 107 habitants.

## Demografia
Segons el cens del 2000, Vermillion tenia 107 habitants, 56 habitatges, i 31 famílies. La densitat de població era de 165,3 habitants/km².
Dels 56 habitatges en un 14,3% hi vivien nens de menys de 18 anys, en un 51,8% hi vivien parelles casades, en un 3,6% dones solteres, i en un 42,9% no eren unitats familiars. En el 41,1% dels habitatges hi vivien persones soles el 26,8% de les quals corresponia a persones de 65 anys o més que vivien soles. El nombre mitjà de persones vivint en cada habitatge era d'1,91 i el nombre mitjà de persones que vivien en cada família era de 2,53.
Per edats la població es repartia de la següent manera: un 12,1% tenia menys de 18 anys, un 8,4% entre 18 i 24, un 10,3% entre 25 i 44, un 34,6% de 45 a 60 i un 34,6% 65 anys o més.
L'edat mediana era de 56 anys. Per cada 100 dones de 18 o més anys hi havia 84,3 homes.
La renda mediana per habitatge era de 24.167 $ i la renda mediana per família de 52.188 $. Els homes tenien una renda mediana de 36.250 $ mentre que les dones 11.000 $. La renda per capita de la població era de 17.082 $. Entorn del 8% de les famílies i el 9,9% de la població estaven per davall del llindar de pobresa.

## Poblacions més properes
El següent diagrama mostra les poblacions més properes.